# Cừu Booroola Merino
Cừu Booroola là một giống cừu riêng biệt từ một chủng của cừu Merino có một tỷ lệ sinh sản đặc biệt cao. Sự sản xuất nhiều con cừu Booroola đã được nghiên cứu rộng rãi bởi các nhà nghiên cứu New Zealand, đã cung cấp một trong những ví dụ đầu tiên của ứng dụng thực tế của bản đồ gen ở cừu, bằng cách ánh xạ các gen Booroola nhiễm sắc thể thứ 6. Đây là một giống cừu hình thành qua quá trình ứng dụng khoa học kỹ thuật về gen để chọn lọc ra giống cừu có năng suất cao.

## Lịch sử
Các con cưu Booroola Merino đã được bắt đầu lai tạo bởi Jack và Dick Seears của Booroola, Cooma sử dụng cừu trong bầy Egelabra của họ đã cho nhiều con sinh sản. Các Seears cho CSIRO một nhóm năm con đực vào năm 1958, một trong năm 1959 và một cừu lai tạo phức hợp (sextuplet) vào năm 1960. Năm 1958, CSIRO đã mua 12 con cừu cái (sinh ba hoặc sinh tư) và một cừu cái mà nó đã sinh ba. Khi bầy Booroola đã bị giải tán vào năm 1965, CSIRO mua 91 hỗn hợp tuổi nhiều sinh cừu cái và di chuyển bầy Booroola từ Deniliquin đến Armidale. Các chủng Egelabra và Mumblebone của Merino có thể được truy nguồn từ Gamboola; chúng được bắt nguồn từ bầy Samuel Marsden, và như bầy Macarther, bầy Marsden đã dựa trên South African Escurial, Cape và cừu Bengal. Các con cừu Bengal là một con cừu sung mãn nhập khẩu từ Calcutta.

## Đặc điểm
Tính trạng sinh sản ở cừu có hệ số di truyền thấp, biểu hiện kiểu hình rời rạc nên khó áp dụng các biện pháp chọn lọc. Hệ số di truyền (h2) cho số con trên lứa thấp 0,17; 0,11 và 0,06 còn hệ số di truyền (h2) của tuổi dậy thì cũng rất thấp và dao động 0,1 đến 0,26. Thành công trong chọn lọc về sinh sản ở cừu liên quan đến khả năng sinh sản và phụ thuộc rất nhiều vào đa dạng di truyền của các thành phần sinh sản Tuy vậy, áp dụng chọn lọc theo giá trị giống ước tính (Estimated breeding value-EBV) về số con sinh ra/mùa ở cừu cũng đã được tác giả thực hiện và đã cho ra những kết quả bước đầu. Tăng số cừu sinh ra/lứa đẻ có thể được cải thiện bằng chọn lọc.
Có phát hiện ra rằng sự di truyền về khả năng sinh sản cao quan sát thấy ở cừu Booroola Merinos là kết quả của một đột biến ở gen 1B receptor (BMPR- 1B). Tiếp sau các nghiên cứu trên, gen chính chịu trách nhiệm về khả năng sinh sản cao ở cừu được phát hiện ở nhiều địa điểm và trên các giống cừu khác, cừu cái cừu Merino Úc, ở Booroola đã cho 2,1 cừu con sinh ra/năm và ở Peppin đã cho 1,36 cừu con sinh ra/năm. Hai gen chính quy định khả năng sinh sản cao ở cừu: BMPR-1B: Booroola. Allele: FecBB. Số nhiễm sắc thể: 6. Dù chọn lọc về khả năng sinh sản là khá khó khăn, ảnh hưởng của di truyền từ những con đực là khá rõ.
Cừu đực đã có ảnh hưởng đến số con cai sữa, khối lượng sơ sinh. Riêng số con sơ sinh không bị ảnh hưởng của con đực. Cũng sai khác về số con cai sữa do ảnh hưởng của con đực là 14,2%. Kết quả này cho thấy tăng số cừu sinh ra/lứa đẻ có thể được cải thiện bằng chọn lọc. Gần đây, bằng công nghệ sinh học phân tử, một số nhóm nghiên cứu đồng thời phát hiện ra rằng sự di truyền về khả năng sinh sản cao quan sát thấy ở cừu Booroola Merinos là kết quả của một đột biến ở gen 1B receptor (BMPR- 1B). Một đột biến khác ở gen BMP15 hay gen (DF9B) chịu trách nhiệm cho khả năng sinh sản cao ở cừu Inverdale cũng đã được phát hiện.

## Đặc điểm chung
Trán chúng phẳng, xương mũi lồi ra, chúng có hố nước mắt, mõm của chúng mỏng, môi hoạt động, răng cửa sắc, nhờ đó chúng có thể gặm được cỏ mọc thấp và bứt được những lá thân cây mềm mại, hợp khẩu vị trên cao để ăn. Chúng có thói quen đi kiếm ăn theo bầy đàn, tạo thành nhóm lớn trên đồng cỏ. Trong da chúng có nhiều tuyến mồ hôi và tuyến mỡ hơn dê. Bởi thế chúng bài tiết mồ hôi nhiều hơn và các cơ quan hô hấp tham gia tích cực hơn vào quá trình điều tiết nhiệt. Mô mỡ dưới da của chúng phát triển tốt hơn dê và ngược lại ở các cơ bên trong của chúng có ít tích lũy mỡ hơn dê. Chính vì vậy, thịt chúng nhiều nạc hơn thịt dê.

## Chăn nuôi
Chúng có tính bầy đàn cao nên dễ quản lý, chúng thường đi kiếm ăn theo đàn nên việc chăm sóc và quản lý rất thuận lợi. Chúng cũng là loài dễ nuôi, mau lớn, ít tốn công chăm sóc. So với chăn nuôi bò thì chúng là vật nuôi dễ tính hơn, thức ăn của chúng rất đa dạng, thức ăn của chúng là những loại không cạnh tranh với lương thực của người. Chúng là động vật có vú ăn rất nhiều cỏ.
Hầu hết chúng gặm cỏ và ăn các loại cỏ khô khác, tránh các phần thực vật có gỗ nhiều. Chúng có chế độ hoạt động ban ngày, ăn từ sáng đến tối, thỉnh thoảng dừng lại để nghỉ ngơi và nhai lại. Đồng cỏ lý tưởng cho chúng như cỏ và cây họ Đậu. Khác với thức ăn gia súc, thức ăn chính của chúng trong mùa đông là cỏ khô.
Chúng là loài ăn tạp, có thể ăn được nhiều loại thức ăn bao gồm thức ăn thô xanh các loại như: rơm cỏ tươi, khô, rau, củ quả bầu bí các loại, phế phụ phẩm công nông nghiệp và các loại thức ăn tinh bổ sung như cám gạo ngũ cốc. Mỗi ngày chúng có thể ăn được một lượng thức ăn 15-20% thể trọng. Chúng cần một lượng thức ăn tính theo vật chất khô bằng 3,5% thể trọng. Với nhu cầu 65% vật chất khô từ thức ăn thô xanh (0,91 kg) và 35% vật chất khô từ thức ăn tinh (0,49 kg). Khi cho chúng ăn loại thức ăn thô xanh chứa 20% vật chất khô và thức ăn tinh chứa 90% vật chất khô.
Nguồn nước uống là nhu cầu cơ bản của chúng. Lượng nước cần cho chúng biến động theo mùa và loại và chất lượng thực phẩm mà chúng tiêu thụ. Khi chúng ăn nhiều trong các tháng đầu tiên và có mưa (kể cả sương, khi chúng ăn vào sáng sớm), chúng cần ít nước hơn. Khi chúng ăn nhiều cỏ khô thì chúng cần nhiều nước. Chúng cũng cần uống nước sạch, và có thể không uống nếu nước có tảo hoặc chất cặn. Trong một số khẩu phần ăn của chúng cũng bao gồm các khoáng chất, hoặc trộn với lượng ít.

## Chăm sóc
Sau khi cho phối giống 16-17 ngày mà không có biểu hiện động dục lại là có thể cừu đã có chửa, Căn cứ vào ngày phối giống để chuẩn bị đỡ đẻ cho cừu (thời gian mang thai của cừu 146-150 ngày) nhằm hạn chế cừu sơ sinh bị chết; Có thể bồi dưỡng thêm thức ăn tinh và rau cỏ non cho cừu có chửa nhưng tuyệt đối tránh thức ăn hôi mốc; Khi có dấu hiệu sắp đẻ (bầu vú căng, xuống sữa, sụt mông, âm hộ sưng to, dịch nhờn chảy ra, cào bới sàn…) nên nhốt ở chuồng riêng có lót ổ rơm và chăn dắt gần, tránh đồi dốc.
Thông thường cừu mẹ nằm đẻ nhưng cũng có trường hợp đứng đẻ, tốt nhất nên chuẩn bị đỡ đẻ cho cừu; Sau khi đẻ cừu mẹ tự liếm cho con. Tuy nhiên, vẫn phải lấy khăn sạch lau khô cho cừu con, nhất là ở miệng và mũi cho cừu con dễ thở. Lấy chỉ sạch buộc cuống rốn (cách rốn 4–5 cm), cắt cuống rốn cho cừu con và dùng cồn Iod để sát trùng; Giúp cừu con sơ sinh đứng dậy bú sữa đầu càng sớm càng tốt (vì trong sữa đầu có nhiều kháng thể tự nhiên); Đẻ xong cho cừu mẹ uống nước thoải mái (có pha đường 1% hoặc muối 0.5%).
Cừu con trong 10 ngày đầu sau khi đẻ cừu con bú sữa mẹ tự do; Từ 11-21 ngày tuổi cừu con bú mẹ 3 lần/ngày, nên tập cho cừu con ăn thêm thức ăn tinh và cỏ non, ngon; 80-90 ngày tuổi có thể cai sữa. Giai đoạn này phải có cỏ tươi non, ngon cho cừu con để kích thích bộ máy tiêu hóa phát triển (đặc biệt là dạ cỏ) và bù đắp lượng dinh dưỡng thiếu hụt do sữa mẹ cung cấp không đủ; Cừu sinh trưởng và phát triển nhanh, mạnh ở giai đoạn này.